# Championnat d'Égypte de football 1993-1994
Navigation
Saison précédente Saison suivante
La saison 1993-1994 du Championnat d'Égypte de football est la 37e édition du championnat de première division égyptien. Quatorze clubs égyptiens prennent part au championnat organisé par la fédération. Les équipes sont regroupées au sein d'une poule unique où elles rencontrent leurs adversaires deux fois, à domicile et à l'extérieur. À l'issue du championnat, les trois derniers du classement sont relégués et remplacés par les trois meilleures équipes de D2.
C'est le club d'Al Ahly SC qui remporte la compétition, après avoir battu lors de la finale pour le titre Ismaily SC, les deux clubs ayant terminé à égalité en tête du classement. Le double tenant du titre, le Zamalek SC complète le podium à quatre points du duo de tête. C'est le 23e titre de champion d'Égypte de l'histoire du club, qui réussit même le doublé en s'imposant en finale de la Coupe d'Égypte face à Ghazl El Mahallah.

## Les clubs participants
| - Al Ahly SC - Zamalek SC - Ittihad Alexandrie - Ismaily SC - Al Olympi - Tersana SC - Promu de D2 - Al Mansourah Sporting Club - Promu de D2 | - Al-Moqaouloun - Promu de D2 - Al Mareekh FC - Al-Qanat - Gomhuriat Shebin - Al-Masry Club - Ghazl El Mahallah - Baladiyyat El Mahallah |

## Compétition

### Classement
Le classement est établi sur le barème de points classique (victoire à 2 points, match nul à 1, défaite à 0).
| Rang | Équipe                     | Pts | J  | G  | N  | P  | Bp | Bc | Diff |
| ---- | -------------------------- | --- | -- | -- | -- | -- | -- | -- | ---- |
| 1    | Ismaily SC                 | 39  | 26 | 16 | 7  | 3  | 49 | 16 | +33  |
| 2    | Al Ahly SC C               | 39  | 26 | 15 | 9  | 2  | 39 | 15 | +24  |
| 3    | Zamalek SC T               | 35  | 26 | 15 | 5  | 6  | 28 | 16 | +12  |
| 4    | Ittihad Alexandrie         | 28  | 26 | 7  | 14 | 5  | 20 | 24 | -4   |
| 5    | Baladiyyat El Mahallah     | 26  | 26 | 6  | 14 | 6  | 21 | 23 | -2   |
| 6    | Al Olympi                  | 25  | 26 | 9  | 7  | 10 | 30 | 30 | 0    |
| 7    | Al-Masry Club              | 24  | 26 | 6  | 12 | 8  | 17 | 20 | -3   |
| 8    | Al-Qanah                   | 23  | 26 | 7  | 9  | 10 | 20 | 22 | -2   |
| 9    | Ghazl El Mahallah          | 22  | 26 | 5  | 12 | 9  | 14 | 23 | -9   |
| 10   | Al-Moqaouloun P            | 22  | 26 | 6  | 10 | 10 | 13 | 23 | -10  |
| 11   | Gomhuriat Shebin           | 22  | 26 | 6  | 10 | 10 | 24 | 35 | -11  |
| 12   | Tersana SC P               | 21  | 26 | 6  | 9  | 11 | 19 | 27 | -8   |
| 13   | Al-Mareekh FC              | 20  | 26 | 2  | 14 | 10 | 19 | 28 | -9   |
| 14   | Al Mansourah Sporting Club | 18  | 26 | 5  | 8  | 13 | 14 | 25 | -11  |

| Légende : Qualifications et relégations | Légende : Qualifications et relégations                                |
| --------------------------------------- | ---------------------------------------------------------------------- |
|                                         | Participation au match pour le titre                                   |
|                                         | Relégation directe en deuxième division                                |
|                                         | T : Tenant du titre C : Vainqueur de la Coupe d'Égypte P : Promu de D2 |

### Matchs

#### Match pour le titre
| Équipe 1   | Résultat | Équipe 2   |
| ---------- | -------- | ---------- |
| Al Ahly SC | 4 - 3    | Ismaily SC |

## Bilan de la saison
| Championnat d'Égypte de football 1993-1994 |                            |
| Champion                                   | Al Ahly SC (23e titre)     |
| Coupes et trophées                         |                            |
| Vainqueur de la Coupe d'Égypte 1993-1994   | Al Ahly SC                 |
| Qualifications continentales               |                            |
| Coupe d'Afrique des clubs champions 1995   | Ismaily SC                 |
| Coupe des Coupes 1995                      | Aucun                      |
| Promotions et relégations                  |                            |
| Promus en Egyptian Premier League          | Suez El-Riyadi             |
| Promus en Egyptian Premier League          | Assouan SC                 |
| Promus en Egyptian Premier League          | Al Ittihad Othman          |
| Relégués en Egyptian Second League         | Tersana SC                 |
| Relégués en Egyptian Second League         | Al-Mareekh FC              |
| Relégués en Egyptian Second League         | Al Mansourah Sporting Club |